# Tân Lộc (xã)
Tân Lộc là một xã thuộc tỉnh Cà Mau, Việt Nam.

## Địa lý
Xã Tân Lộc có vị trí địa lý:
- Phía đông giáp xã Phong Hiệp và xã Phong Thạnh
- Phía tây giáp xã Hồ Thị Kỷ và xã Thới Bình
- Phía nam giáp phường An Xuyên
- Phía bắc giáp xã Trí Phải.

Xã Tân Lộc có diện tích 96,8 km², dân số năm 2024 là 35.450 người, mật độ dân số đạt 366 người/km².

## Lịch sử
Ngày 20 tháng 6 năm 1956, xã Tân Lộc thuộc huyện Thới Bình mới thành lập.
Ngày 20 tháng 9 năm 1975, Bộ Chính trị ban hành Nghị quyết số 245-NQ/TW về việc hợp nhất tỉnh Bạc Liêu, tỉnh Cà Mau và 2 huyện An Biên, Vĩnh Thuận (ngoại trừ 2 xã Đông Yên và Tây Yên) của tỉnh Rạch Giá thành một tỉnh mới, tên gọi tỉnh mới cùng với nơi đặt tỉnh lỵ sẽ do địa phương đề nghị lên.
Ngày 20 tháng 12 năm 1975, Bộ Chính trị ban hành Nghị quyết số 19/NQ về việc hợp nhất tỉnh Bạc Liêu và tỉnh Cà Mau thành một tỉnh mới, tên gọi tỉnh mới cùng với nơi đặt tỉnh lỵ sẽ do địa phương đề nghị lên.
Ngày 24 tháng 2 năm 1976, Chính phủ Cách mạng Lâm thời Cộng hòa miền Nam Việt Nam ban hành Nghị định số 3/NQ/1976 về việc hợp nhất tỉnh Bạc Liêu và tỉnh Cà Mau thành một tỉnh mới, lấy tên là tỉnh Bạc Liêu – Cà Mau. Khi đó, xã Tân Lộc thuộc huyện Thới Bình, tỉnh Cà Mau – Bạc Liêu.
Ngày 10 tháng 3 năm 1976, Chính phủ ban hành Nghị quyết về việc thành lập tỉnh Minh Hải trên cơ sở đổi tên tỉnh Bạc Liêu – Cà Mau. Khi đó, xã Tân Lộc thuộc huyện Thới Bình, tỉnh Minh Hải.
Ngày 25 tháng 7 năm 1979, Hội đồng Chính phủ ban hành Quyết định số 275-CP về việc chia xã Tân Lộc thuộc huyện Thới Bình thành 4 xã: Tân Thới, Tân Bình, Tân Lộc, Tân Hải.
Ngày 14 tháng 2 năm 1987, Hội đồng Bộ trưởng ban hành Quyết định số 33B-HĐBT về việc:
- Sáp nhập xã Tân Bình và xã Tân Thới thành xã Lộc Bắc.
- Sáp nhập xã Tân Hải vào xã Tân Lộc.

Sau khi phân vạch, điều chỉnh địa giới hành chính:
- Xã Lộc Bắc có 4.570 hécta đất và 10.070 nhân khẩu.
- Xã Tân Lộc có 4.761 hécta đất và 8.686 nhân khẩu.

Ngày 2 tháng 2 năm 1991, Ban Tổ chức – Cán bộ của Chính phủ ban hành Quyết định số 51/QĐ-TCCP về việc sáp nhập xã Lộc Bắc vào xã Tân Lộc.
Ngày 6 tháng 11 năm 1996, Quốc hội ban hành Nghị quyết về việc chia tỉnh Minh Hải thành Bạc Liêu và tỉnh Cà Mau. Khi đó, xã Tân Lộc thuộc huyện Thới Bình, tỉnh Cà Mau.
Ngày 29 tháng 8 năm 2000, Chính phủ ban hành Nghị định số 41/2000/NĐ-CP về việc:
- Thành lập xã Tân Lộc Bắc thuộc huyện Thới Bình trên cơ sở 3.709 ha diện tích tự nhiên và 10.156 nhân khẩu của xã Tân Lộc.
- Thành lập xã Tân Lộc Đông thuộc huyện Thới Bình trên cơ sở 4.064 ha diện tích tự nhiên và 4.478 nhân khẩu của xã Tân Lộc.

Sau khi điều chỉnh địa giới hành chính, xã Tân Lộc có 3.420 ha diện tích tự nhiên và 10.100 nhân khẩu.
Ngày 9 tháng 12 năm 2020, HĐND tỉnh Cà Mau ban hành Nghị quyết số 28/NQ-HĐND về việc:
1. Xã Tân Lộc Bắc
- Sáp nhập Ấp 1 vào Ấp 2.
- Sáp nhập Ấp 6 vào Ấp 7.

2. Xã Tân Lộc Đông
- Sáp nhập Ấp 2 vào Ấp 1.
- Sáp nhập Ấp 4 vào Ấp 5.

Tính đến ngày 31/12/2024:
- Xã Tân Lộc có 9 ấp: 1, 2, 3, 4, 5, 6, 7, 8, 9.
- Xã Tân Lộc Bắc có 7 ấp: 2, 3, 4, 5, 7, 8, 9.
- Xã Tân Lộc Đông có 5 ấp: 1, 3, 5, 6, 7.

Ngày 12 tháng 6 năm 2025, Quốc hội ban hành Nghị quyết số 202/2025/QH15 về việc sắp xếp đơn vị hành chính cấp tỉnh (nghị quyết có hiệu lực từ ngày 12 tháng 6 năm 2025). Theo đó, sáp nhập tỉnh Bạc Liêu vào tỉnh Cà Mau.
Ngày 16 tháng 6 năm 2025, Ủy ban Thường vụ Quốc hội ban hành Nghị quyết số 1655/NQ-UBTVQH15 về việc sắp xếp các đơn vị hành chính cấp xã của tỉnh Cà Mau năm 2025 (nghị quyết có hiệu lực từ ngày 16 tháng 6 năm 2025). Theo đó, sáp nhập toàn bộ 28,1 km² diện tích tự nhiên, quy mô dân số là 12.800 người của xã Tân Lộc Bắc thuộc huyện Thới Bình; toàn bộ 41,1 km² diện tích tự nhiên, quy mô dân số là 7.906 người của xã Tân Lộc Đông thuộc huyện Thới Bình vào toàn bộ 27,6 km² diện tích tự nhiên, quy mô dân số là 14.744 người của xã Tân Lộc thuộc huyện Thới Bình.
Xã Tân Lộc có 96,8 km² diện tích tự nhiên và quy mô dân số là 35.450 người.